# Jacob Black
Jacob Black és un personatge de la saga Crepuscle de novel·les de fantasia romàntica juvenil escrita per Stephenie Meyer. És un home llop que s'enamora i té una relació amb la protagonista humana, Isabella Swan.
Segons la mateixa Meyer al seu lloc web oficial, en un principi, el paper de Jacob, tot i que important, havia de ser molt puntual. A la primera novel·la, Crepuscle, havia de ser l'amic de la protagonista que li suggereix la idea que potser l'Edward Cullen és un vampir. Per a fer-lo, l'autora li fa explicar a Bella diverses llegendes que ell coneix. Però en acabar de crear aquest personatge, tant a ella com al seu editor els va agradar molt, per la qual cosa van decidir donar-li més importància a les següents tres novel·les de la saga. Cada cop es fa més amic de Bella, és el seu millor amic i posteriorment el seu xicot, de manera que s'acaba creant un triangle amorós entre ells dos i Edward Cullen, que surt amb ella abans i després que ell. Jacob i Edward són rivals en l'amor per Bella i a més ho són, ja que pertanyen a dues famílies enfrontades, els homes llop i els vampirs. La quarta novel·la està parcialment narrada des del punt de vista de Jacob.